# Здание Народной скупщины Сербии
Здание Народной скупщины (серб. Дом Народне скупштине Републике Србије), одно из самых представительных зданий в Белграде, возведенное между улицами Косовская, Таковская, Николы Пашича и Влайковичев недалеко от Старого дворца, Нового дворца и дворцового сада (ныне Пионерский парк), с которыми образует функциональное единство и архитектурный ансамбль. Здание было построено в период с 1907 по 1936 год. Оно строилось с многочисленными перерывами и много раз было отремонтировано при участии известных сербских архитекторов первой половины XX века. История строительства этого здания символизирует бурную историю Сербии, а потом Югославии и её парламентской жизни.

## История

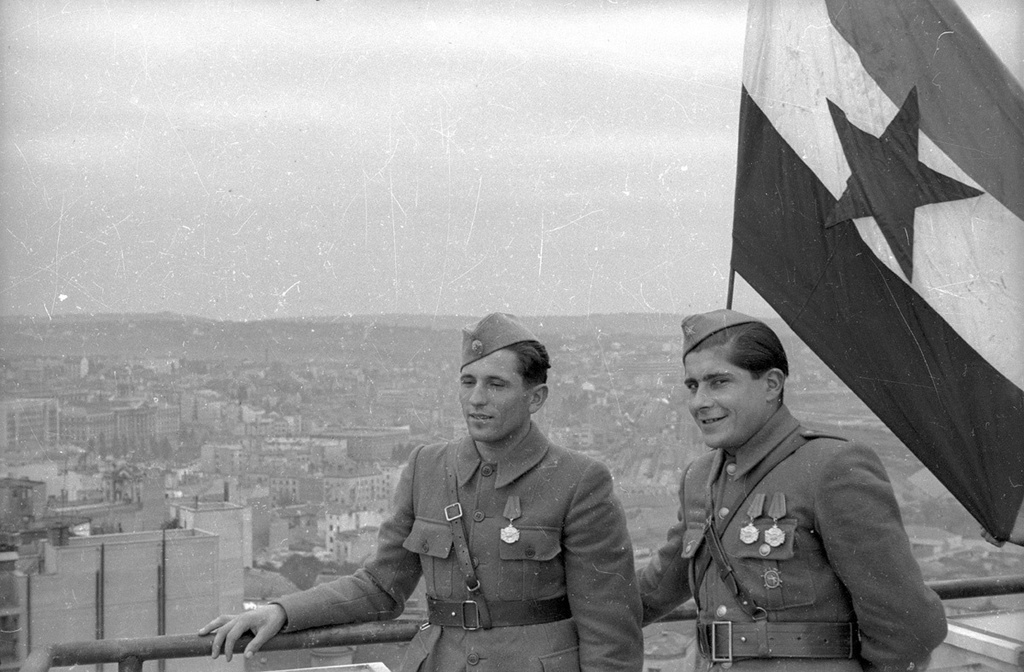
Военные с флагом Югославии на крыше Скупщины, 1945 год

Первоначальное здание Народной скупщины находилось на месте сегодняшнего кинотеатра «Одеон» (на углу улиц королевы Натальи и князя Милоша). Это было скромное здание, построенное по образцу балканской профанной архитектуры. С приобретением государственной независимости и улучшением королевства Сербии в мировом рейтинге это скромное здание оказалось недостойным парламента суверенного государства.
Новой локацией стал пустой участок столичного рынка рядом с Мечетью Батал-джамия на окраине города. Выбор локации в значительной мере определила близость к месту, на котором в 1830 г. проходило Великое национальное собрание Сербии, на котором прочитан Хатт-и-шериф турецкого султана о правах сербского народа и наследию княжеского престола.

### Начало строительства
Уже в 1892 г. Министерство строительства поручило сделать проект нового здания Народной скупщины архитектору Константину Йовановичу (1849—1923), который своё умение разработать репрезентабельное здание доказал на проекте здания Национального банка , а также и многим другим выполненным общественным зданиям в столице Австро-Венгрии. Тем не менее, по причине политической нестабильности и финансовых причин строительство объекта было отложено на несколько лет, когда было поручено архитектору Йовану Илкичу (1857—1917), который получил первую премию на заново проведенном конкурсе для Национального собрания в 1901 г. С принятием новой конституции Королевства Сербии получила двухпалатный парламент. Новый проект удовлетворял новой программе (конституции), на основании которой здание должно было объединять под одной крыше Народное собрание, Сенат и Государственный совет, а также и общественные помещения и офисы. Между тем, с точки зрения общей композиции, пространственной организации и основными элементами стиля и архитектурной формы, проект Илкича в значительной мере опирался на концептуальные рисунки Йовановича из 1892 г. Из-за очевидного сходства двух проектов появилась общественная критика, которая ставила под сомнение оригинальность авторства и предлагала провести новый конкурс, который бы предусматривал закладку здания в национальном стиле. Несмотря на то, что в это время произошли династические перемены, приняли новую конституцию, на основании которой Национальное собрание снова стало однопалатное, от проекта Илкича не отказались. Официальное начало строительства здания отмечено закладкой первого камня 27 августа 1907 г. в присутствии короля Петра Первого Карагеоргиевича и престолонаследника Георгия, депутатов и представителей дипломатического корпуса. Хартия, которая на этот раз была заложена в фундамент здания содержала имя короля, митрополита и главного архитектора Йована Илкича. Известный белградский подрядчик Вася Тешич занимался выполнением строительных работ. Бурные исторические события, происходившие в течение следующего десятилетия, оказали влияние на то, что к концу Первой мировой войны здание было построено только до первого этажа.
Формирование Королевства сербов, хорватов и словенцев вызвало потребность изменений в проекте, так как существующие помещения не являлись достаточными. По причине смерти архитектора Илкича в 1917 г. работы по управлению проектом, которые касались не только изменения и дополнения к первоначальному проекту в крыльях здания, но и восстановлению потерянных планов поручены его сыну и архитектору Министерства строительства Павлу Илкичу. Согласно обновленному проекту строительные работы продолжались с 1920 г. по 1926 г. , когда ещё раз были приостановлены. Решение о началу следующего этапа реализации проекта принесено после смерти короля Александра Карагеоргиевича 1934 г., когда Отдел архитектуры Министерства строительства стал носителем работ (носителем прав). Ответственный архитектор Отдела архитектуры был русский архитектор Николай Краснов (1864—1939). Его тридцатилетний опыт в проектировании репрезентабельных общественных зданий, на основании которого он получил звание «Архитектора русского царского дворца», а потом и «академика архитектуры» являлось его главным преимущество работать над проектами некоторых из самых значительных зданий столицы. Особый вклад в проект Краснов внес в разработку интерьера со всеми деталями: обработка окон и дверей, декоративная штукатурка, деревянные панели, металлические декоративные решетки и дизайн мебели. Здание Народного собрания завершено и освещенное 18 октября 1936 года в присутствии короля Петра II Карагеоргиевича двадцать девять лет с начала его строительства. Первое заседание в присутствии всех членов правительства состоялось два дня спустя, 20 октября, а до конца года нормализированы назначения и расположение всех помещений.

## Архитектура
Здание Народной скупщины было разработано и построено как монументальное, репрезентабельное и свободно стоящее здание симметричной основы. Строгое соблюдение принципов академизма в периоде постройки являлось самым подходящим выражением для здания такого значения и назначения. В композиции центрального ризалита подчеркнут портик с треугольным фронтоном, опираясь на колоссальные колонны, над которыми находится элегантный купол с центральным фонарем. Наружный вид здания с рустикальной обработкой первого этажа с камнем зеленного цвета из Рипня, формой окон и пилястров, которые распространяются через двух центральных этажей и завершаются карнизами с балюстрадой указывают на элементы нео-ренессанса и нео-барокко. Геральдические украшения и скульптуры над боковыми крыльями здания, которые были предусмотрены оригинальным проектом не выполнены. Единственными украшениями являются медальоны с представленными персонажами Афины, Перикла, Демосфена и Цицерона на боковых ризалитах (работы Джорджа Йовановича). Скульптура ангела с факелом в руках и оливковой ветвью выполнена по проекту скульптора Петра Палавичини, находится выше порталов. Ограда с декоративными канделябрами, выполненная по проекту Краснова, из 1937 г. являлась неотъемлемой частью планировки здания, также как и два караульных помещения со стилизованными фонарями. В этом месте ограда находилась до 1956 года, когда была снесена из-за выполнения планировки площади Маркса и Энгельса (ныне Николы Пашича). В 1939 году поставлена скульптурная группа под названием «Игра черных лошадей», произведение скульптора Томы Росандич, на парадном входе к монументальной лестницей. Особое значение придано интерьеру репрезентабельных помещений, Большого и Маленького зала, зала для заседания и офисов. Торжественность вестибюля с куполом и полихромно обработанными стенами с колоннами, пилястрами, нишами и лоджиями подчеркивает декоративно обработанный мраморный пол. Геральдические символы и статуи правителей предоставляют этом пространстве символический характер. Центральным помещением здания является большой зал, известный как «Зал дискуссий», который украшен богатой лепниной и вырезанной мебелью. Большой зал собрания, расположен в правом крыле здания, первоначально предназначен для 200 депутатов, а после переработки проекта для 400 депутатов. В противоположном левом крыле находится малый зал для работы Сената. В обоих залах, как и в зале Совета министров, все стены перекрыты лепниной, а мебель сделана из ореха. Связь между первым и вторым этажами выполняется через две симметричные лестницы из белого мрамора, с бронзовыми статуями, персонификациями Юстиции и Образования и гербами Королевства. Одним из самых красивых помещений являются административные и финансовые помещения и библиотека. Чертежи мебели, которые выполнил Краснов, в стилистическом смысле отражают вкус городского духа Белграда того времени. На стенах Национального собрания находятся двадцать фресок, которые в течение 1937 г. выполняли выдающиеся югославские художники. Постройка здания Национального собрания подтолкнула процесс европеизации и эмансипации сербской гражданской культуры, приближая её современными мировыми тенденциями в области общественной монументальной культуры. В дополнение к важности её непрерывности назначения, которому служит до сегодняшнего дня, здание Собрания выделяется как свидетельство самых важных политических событий в югославской и сербской истории. Из-за её архитектурных, исторических, культурных и художественных ценностей, Национальное собрание объявлено памятником культуры в 1984 году.